# Liste der Fahnenträger der Mannschaften der Vereinigten Arabischen Emirate bei Olympischen Spielen
Die Liste der Fahnenträger der Mannschaften der Vereinigten Arabischen Emirate bei Olympischen Spielen listet chronologisch alle Fahnenträger der Mannschaften der Vereinigten Arabischen Emirate bei den Eröffnungsfeiern Olympischer Spiele auf.

## Liste der Fahnenträger
| Mannschaft             | Veranstaltung | Fahnenträger (EF)                       | Fahnenträger (AF)   |
| ---------------------- | ------------- | --------------------------------------- | ------------------- |
| 1984 in Los Angeles    | Sommerspiele  | Mubarak Ismail Amber                    |                     |
| 1988 in Seoul          | Sommerspiele  | Sultan Khalifa                          |                     |
| 1992 in Barcelona      | Sommerspiele  | Mohamed Al-Tunaiji                      |                     |
| 1996 in Atlanta        | Sommerspiele  | Nabil Abdul Tahlak                      |                     |
| 2000 in Sydney         | Sommerspiele  | Saeed bin Maktoum bin Rashid Al Maktoum |                     |
| 2004 in Athen          | Sommerspiele  | Saeed bin Maktoum bin Rashid Al Maktoum | Volunteer           |
| 2008 in Peking         | Sommerspiele  | Maitha Al-Maktum                        | Omar Jouma al-Salfa |
| 2012 in London         | Sommerspiele  | Saeed bin Maktoum bin Rashid Al Maktoum | LOCOG-Mitglied      |
| 2016 in Rio de Janeiro | Sommerspiele  | Nada al-Bedwawi                         | Saud al-Zaabi       |
| 2020 in Tokio          | Sommerspiele  | Yousuf al-Matrooshi                     | Volunteer           |
| 2024 in Paris          | Sommerspiele  | Omar al-Marzooqi                        | Volunteer           |
| 2024 in Paris          | Sommerspiele  | Safiya Al Sayegh                        | Volunteer           |

Anmerkung: (EF) = Eröffnungsfeier, (AF) = Abschlussfeier

## Statistik
| Rang    | Sportart       | EF | AF | ∑  |
| ------- | -------------- | -- | -- | -- |
| 1       | Leichtathletik | 2  | 2  | 4  |
| 1       | Schießen       | 4  | 0  | 4  |
| 3       | Volunteer      | 0  | 3  | 3  |
| 4       | Radsport       | 2  | 0  | 2  |
| 4       | Schwimmen      | 2  | 0  | 2  |
| 4       | Taekwondo      | 2  | 0  | 2  |
| 7       | Reiten         | 1  | 0  | 1  |
| 7       | OK-Mitglied    | 0  | 1  | 1  |
| Gesamt: | Gesamt:        | 13 | 6  | 19 |

| Rang                   | Sportart | EF | AF | ∑ |
| ---------------------- | -------- | -- | -- | - |
| bisher keine Teilnahme |          |    |    |   |
| Gesamt:                | Gesamt:  | 0  | 0  | 0 |

| Rang    | Sportart       | EF | AF | ∑  |
| ------- | -------------- | -- | -- | -- |
| 1       | Leichtathletik | 2  | 2  | 4  |
| 1       | Schießen       | 4  | 0  | 4  |
| 3       | Volunteer      | 0  | 3  | 3  |
| 4       | Radsport       | 2  | 0  | 2  |
| 4       | Schwimmen      | 2  | 0  | 2  |
| 4       | Taekwondo      | 2  | 0  | 2  |
| 7       | Reiten         | 1  | 0  | 1  |
| 7       | OK-Mitglied    | 0  | 1  | 1  |
| Gesamt: | Gesamt:        | 13 | 6  | 19 |